# Stefan Hierländer
Stefan Hierländer, né le 3 février 1991 à Villach en Autriche, est un footballeur international autrichien évoluant au poste de milieu de terrain au SK Sturm Graz.

## Biographie

### Débuts professionnels
Né à Villach en Autriche, Stefan Hierländer commence sa carrière à l'Austria Kärnten. Il joue son premier match en professionnel lors d'une rencontre de première division autrichienne, contre le Sturm Graz, le 18 mars 2009. Il entre en jeu à la place de Manuel Weber, et son équipe s'impose par quatre buts à deux.

### Red Bull Salzbourg
En 2010, Stefan Hierländer rejoint le Red Bull Salzbourg. Il joue son premier match sous ses nouvelles couleurs le 13 juillet 2010, à l'occasion d'une rencontre qualificative pour la Ligue des champions face au HB Tórshavn. Il entre en jeu à la place de Roman Wallner et son équipe s'impose par cinq buts à zéro.
Le 20 mai 2012, il se met en évidence en inscrivant un but lors de la finale de la Coupe d'Autriche disputée face au SV Ried. Son équipe l'emporte 3-0.
Avec le RB Salzbourg, il participe à plusieurs reprises à la Ligue Europa. Il joue un total de neuf matchs dans cette compétition (hors tours préliminaires).

### RB Leipzig
En mai 2014, est annoncé le transfert de Stefan Hierländer au RB Leipzig, qui évolue alors en deuxième division allemande. 
Il joue son premier match le 10 août 2014, lors d'une rencontre de championnat face au TSV 1860 Munich. Il entre en cours de partie à la place de Diego Demme, et son équipe s'impose par trois buts à zéro. Hierländer ne parvient toutefois pas à s'imposer à Leipzig, où il n'apparaît qu'à 24 reprises en deux ans avec le club allemand.

### SK Sturm Graz
Stefan Hierländer fait son retour en Autriche en s'engageant avec le Sturm Graz le 7 juillet 2016.
Lors de la saison 2016-2017, il inscrit cinq buts en Bundesliga autrichienne, ce qui constitue sa meilleure performance dans ce championnat.
Le 9 mai 2018, il s'illustre en inscrivant le seul but du match lors de la finale de la Coupe d'Autriche disputée face à son ancien club du RB Salzburg.
Le 14 février 2023, Hierländer, qui compte alors plus de 220 matchs avec Sturm Graz et dont il est l'un des joueurs emblématiques, prolonge son contrat avec le club jusqu'en juin 2024
Hierländer remporte de nouveau la Coupe d'Autriche en étant titularisé face au Rapid Vienne lors de la finale qui a lieu le 30 avril 2023. Son équipe s'impose ce jour-là par deux buts à zéro.

### En équipe nationale
Le 18 mai 2010, Stefan Hierländer joue son premier match avec l'équipe d'Autriche espoirs, en amical face au Pays de Galles. Il est titulaire et son équipe s'impose sur le score de un but à zéro. Le 29 mars 2011, il inscrit son seul et unique but avec les espoirs, lors d'une rencontre amicale face à la Norvège (victoire 2-1).
Le 2 septembre 2017, il figure pour la première fois sur le banc des remplaçants de l'équipe nationale A, mais sans entrer en jeu, lors d'une rencontre face au Pays de Galles. Ce match perdu 1-0 rentre dans le cadre des éliminatoires du mondial 2018. Le 27 mars 2018, Stefan Hierländer honore finalement sa première sélection avec l'équipe nationale d'Autriche, en amical face au Luxembourg. Il entre en jeu à la place de Marko Arnautović lors de cette rencontre remportée par son équipe sur le score de quatre buts à zéro.

## Palmarès
- Champion d'Autriche en 2012 et 2014 avec le RB Salzburg
- Vice-champion d'Autriche en 2011 et 2013 avec le RB Salzburg ; en 2018 avec le Sturm Graz
- Vainqueur de la Coupe d'Autriche en 2012 et 2014 avec le RB Salzburg ; en 2018 avec le Sturm Graz
- Vice-champion d'Allemagne de D2 en 2016 avec le RB Leipzig